# عمر فصال
عمر فصال، إزداد سنة 1986، و هو كاتب مغربي متخصص في الشؤون المالية. وكان أيضًا كاتب عمود في صحيفة L'Économiste  وفي راديو أتلانتيك.

## سيرته
حصل على شهادة الدراسات السياسية سنة 2010 “ مفاتيح تحليل العالم المعاصر »، و هي إحدى دورات التعليم عن بعد التي تقدمها كلية العلوم السياسية في تولوز.

## بيبلوغرافيا
- كل ما تحتاج معرفته حول المالية : المال، السلطة، المضاربة، التشارك، إصدارات ليبر، 2013(ردمك 978-2-89578-406-7) [4]
- تاريخ الاحتيال المالي ، Editions Liber، 2016(ردمك 978-2-89578-537-8),[5][6]
- الأزمات والتقويمات والابتكارات - صورة لاقتصاد عالمي مضطرب ، إصدارات Liber، 2018(ردمك 978-2-89578-622-1),[7][8][9]
- التمويل الحراري: العلاقة بين الهندسة المالية والاستقرار الماليISSN 2489-1290 [10]